# Westhavelländische Kreisbahnen
| Strecke                                                   |      | von Nauen                 | von Nauen                 |
| ehemaliger Bahnhof                                        | 0,0  | Röthehof                  | Röthehof                  |
| Abzweig ehemals geradeaus und nach links                  |      | nach Ketzin               | nach Ketzin               |
| Haltepunkt / Haltestelle (Strecke außer Betrieb)          | 3,8  | Tremmen                   | Tremmen                   |
| Haltepunkt / Haltestelle (Strecke außer Betrieb)          | 6,0  | Niebede                   | Niebede                   |
| Haltepunkt / Haltestelle (Strecke außer Betrieb)          | 7,8  | Wachow                    | Wachow                    |
| Haltepunkt / Haltestelle (Strecke außer Betrieb)          | 11,5 | Päwesin                   | Päwesin                   |
| Bahnhof (Strecke außer Betrieb)                           | 15,6 | Roskow                    | Roskow                    |
| Abzweig geradeaus und nach rechts (Strecke außer Betrieb) |      | nach Brandenburg Altstadt | nach Brandenburg Altstadt |
| Haltepunkt / Haltestelle (Strecke außer Betrieb)          | 18,1 | Weseram                   | Weseram                   |
| Haltepunkt / Haltestelle (Strecke außer Betrieb)          | 20,3 | Saaringen                 | Saaringen                 |
| Haltepunkt / Haltestelle (Strecke außer Betrieb)          | 23,0 | Klein Kreutz              | Klein Kreutz              |
| Kopfbahnhof Streckenende (Strecke außer Betrieb)          | 26,4 | Brandenburg Krakauer Tor  | Brandenburg Krakauer Tor  |

| Strecke (außer Betrieb)                                  |      | von Röthehof                          | von Röthehof                          |
| Bahnhof (Strecke außer Betrieb)                          | 0,0  | Roskow                                | Roskow                                |
| Abzweig geradeaus und nach links (Strecke außer Betrieb) |      | nach Brandenburg Krakauer Tor         | nach Brandenburg Krakauer Tor         |
| Haltepunkt / Haltestelle (Strecke außer Betrieb)         | 1,8  | Weseram Chaussee                      | Weseram Chaussee                      |
| Haltepunkt / Haltestelle (Strecke außer Betrieb)         | 4,0  | Lünow                                 | Lünow                                 |
| Brücke über Wasserlauf (Strecke außer Betrieb)           |      | Beetzsee                              | Beetzsee                              |
| Haltepunkt / Haltestelle (Strecke außer Betrieb)         | 6,1  | Ketzür                                | Ketzür                                |
| Haltepunkt / Haltestelle (Strecke außer Betrieb)         | 8,7  | Butzow                                | Butzow                                |
| Haltepunkt / Haltestelle (Strecke außer Betrieb)         | 10,7 | Radewege                              | Radewege                              |
| Haltepunkt / Haltestelle (Strecke außer Betrieb)         | 11,6 | Radewege Ziegelei                     | Radewege Ziegelei                     |
| Haltepunkt / Haltestelle (Strecke außer Betrieb)         | 13,3 | Brielow                               | Brielow                               |
| Betriebsstelle Strecke bis hier außer Betrieb            | 15,1 | Brielow Ausbau                        | Brielow Ausbau                        |
| ehemaliger Haltepunkt / Haltestelle                      | 17,5 | Brandenburg Silokanalbrücke (ab 1945) | Brandenburg Silokanalbrücke (ab 1945) |
| Brücke über Wasserlauf                                   |      | Silokanal                             | Silokanal                             |
| Abzweig geradeaus und von rechts                         |      | von Rathenow                          | von Rathenow                          |
| Strecke mit Straßenbrücke                                |      | Bundesstraße 1                        | Bundesstraße 1                        |
| Bahnhof                                                  | 19,2 | Brandenburg-Altstadt                  | Brandenburg-Altstadt                  |
| Strecke                                                  |      | nach Brandenburg Hbf                  | nach Brandenburg Hbf                  |

Westhavelländische Kreisbahnen ist die Bezeichnung zweier Bahnstrecken in Brandenburg. Der Verkehr wurde mittlerweile bis auf eine Endstrecke in Brandenburg an der Havel und Brielow Ausbau, auf dem noch Güterzugverkehr stattfindet, aufgegeben.

## Geschichte

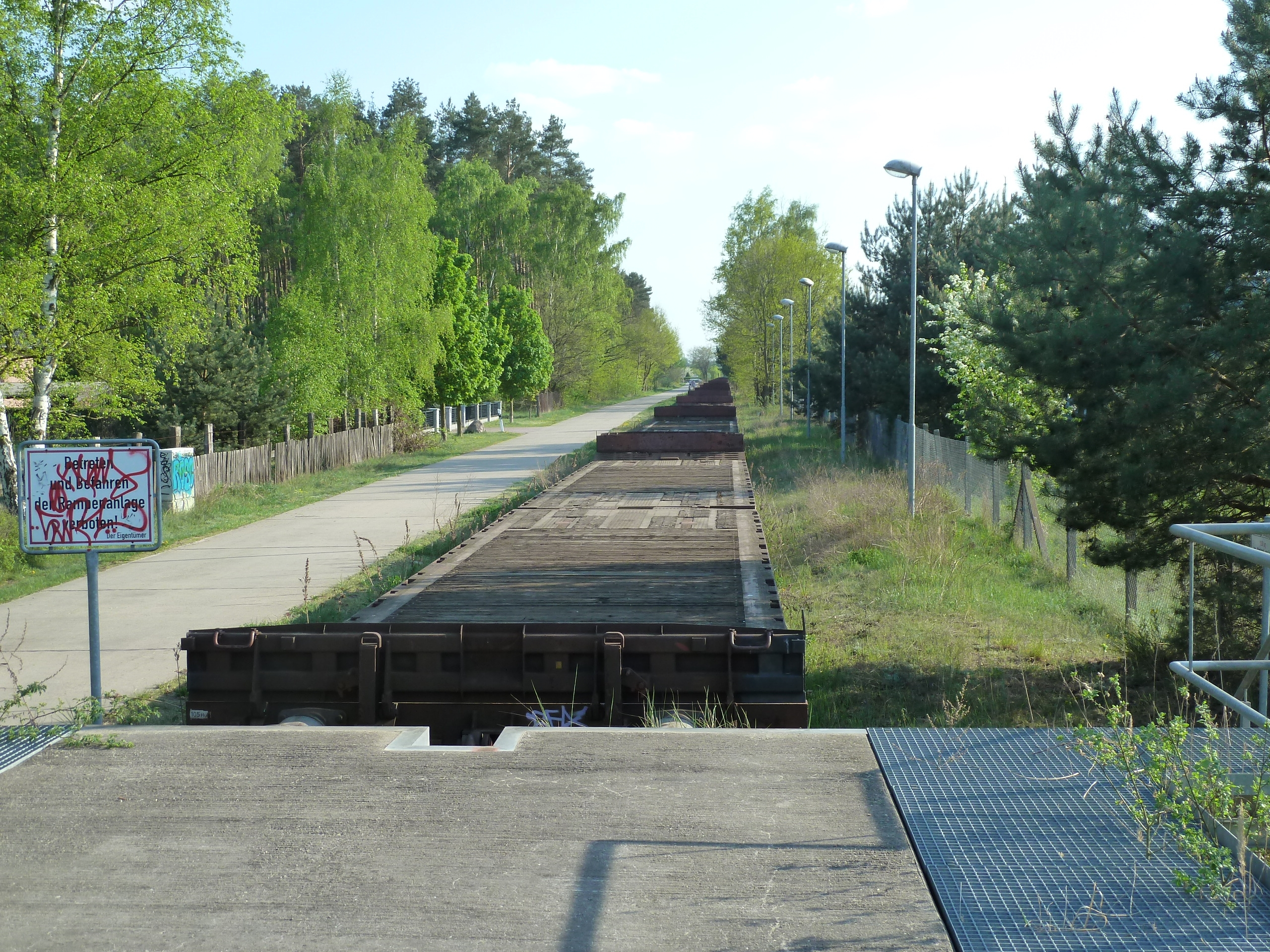
Abgestellte Güterwagen am Prellbock in Brielow Ausbau, dem heutigen Ende der Zweigstrecke

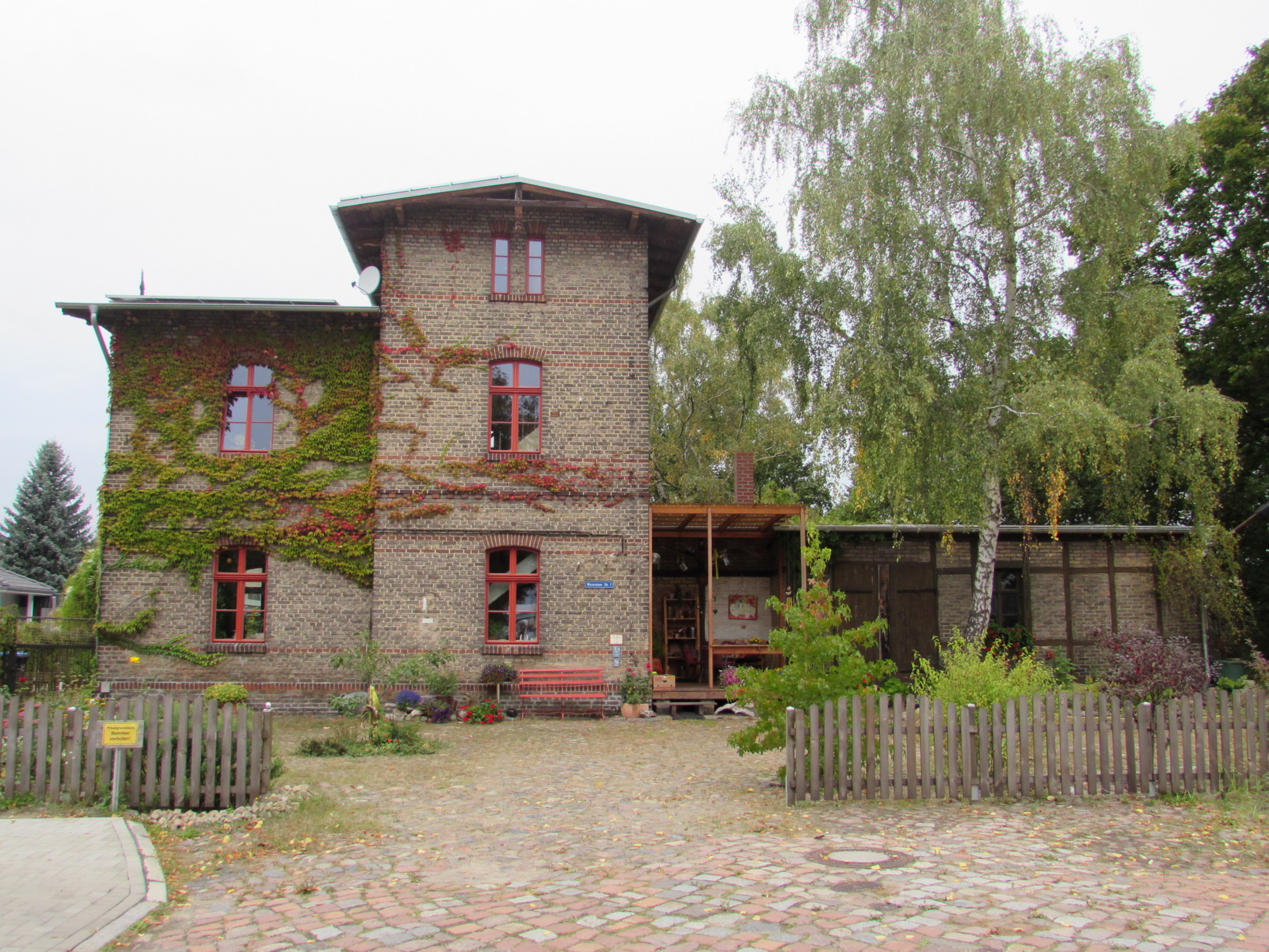
Baudenkmal Bahnhof Krakauer Tor

Die Havelländische Eisenbahn AG betrieb bereits ab 1893 die Osthavelländischen Kreisbahnen. Im benachbarten Landkreis Westhavelland errichtete die Eisenbahngesellschaft zwei Kleinbahnen mit einer Länge von insgesamt 46 Kilometer, deren Betriebsführung sie übernahm.
Von Röthehof südwestlich von Wustermark führte die eine Strecke ab 5. Juli 1901 in südwestlicher Richtung über Roskow nach Brandenburg an der Havel, wo sich die Endstation Brandenburg Krakauer Tor (ursprünglich Dom Brandenburg) in der Krakauer Vorstadt befand. Röthehof war von Nauen aus über die Strecke der Osthavelländischen Kreisbahnen nach Ketzin erreichbar.
Eine weitere Strecke verband Roskow ab 1. Oktober 1904 ebenfalls mit Brandenburg, wo sie jedoch in den Bahnhof Brandenburg-Altstadt der Brandenburgischen Städtebahn eingeführt wurde.
Im Sommerfahrplan 1939 gab es bis zu drei Züge pro Richtung und Tag von Roskow nach Brandenburg Altstadt bzw. zurück (Kursbuchnummer 596 d), wobei ein Zug durchgebunden wurde von Röthehof. Die Fahrzeit für die 19,2 Kilometer betrug gut eine Stunde. Von Nauen brauchte man, mit jeweils schlanken Umsteigezeiten in Röthehof und Roskow, gut zwei Stunden. Von Röthehof nach Brandenburg Krakauer Tor (Kursbuchnummer 596 c) gab es ebenfalls bis zu drei Züge pro Tag, mit zusätzlichen ein bis zwei Zügen, die nur zwischen Röthehof und Roskow bzw. Roskow und Krakauer Tor verkehrten. Die Fahrzeit für die 26,4 Kilometer lag bei gut einer Stunde. So erreichte man Brandenburg von Nauen aus in eineinhalb Stunden.
Die Gesellschaft wurde 1946 von den Sowjetischen Besatzungsmacht enteignet und die Bahnen zunächst den Landesbahnen Brandenburg, dann der Deutschen Reichsbahn unterstellt.
Die Personenzüge fuhren zwischen Roskow und dem Bahnhof Brandenburg Krakauer Tor bis zum 4. Oktober 1959, zwischen Roskow und Brandenburg Silokanalbrücke, wo nach 1945 die ursprünglich zum Altstädtischen Bahnhof verlaufende Strecke endete, bis zum 25. September 1966. Der Güterverkehr wurde auf der Strecke noch bis zum 28. September 1969 durchgehend betrieben. Nach dem weitgehenden Rückbau der Strecke existiert nur noch ein Gleis vom Bahnhof Altstadt bis Brielow Ausbau, auf dem Güterverkehr beispielsweise zu Hafenanlagen am Silokanal und einem Werk der Heidelberger Druckmaschinen stattfindet und das in seiner Endstrecke als Abstellgleis benutzt wird.
Teile der beiden ehemaligen Bahntrassen zwischen Roskow und Brandenburg (über Weseram bzw. über Ketzür) wurden zu asphaltierten Fahrradstraßen umgebaut.